# Rożec arabski
Rożec arabski (Rhinecanthus assasi) – gatunek morskiej ryby rozdymkokształtnej z rodziny rogatnicowatych (Balistidae).

## Występowanie
Żyje głównie na rafach koralowych lub w ich pobliżu. Występuje w zachodniej części Oceanu Indyjskiego, w tym w Morzu Czerwonym i Zatoce Perskiej. Spotykany na głębokościach do 25 m. 

## Charakterystyka
Osiąga długość do 30 cm. Żywi się głównie bezkręgowcami i algami. Ryba mocno terytorialna, dość płochliwa. Samice są bardzo podobne do samców (brak dymorfizmu płciowego). Samce budują gniazda i po złożeniu w nich ikry strzegą ich przed intruzami. Osobniki młode nie przypominają wyglądem osobników dorosłych. Ryba ta, jak wszystkie inne rogatnice posiada umiejętność stawiania swojej płetwy grzbietowej w pozycji, która umożliwia jej „zakotwiczenie” lub zaklinowanie w szczelinach rafy tak, aby niemożliwe było wydobycie ryby na zewnątrz.